# ایمی لوول

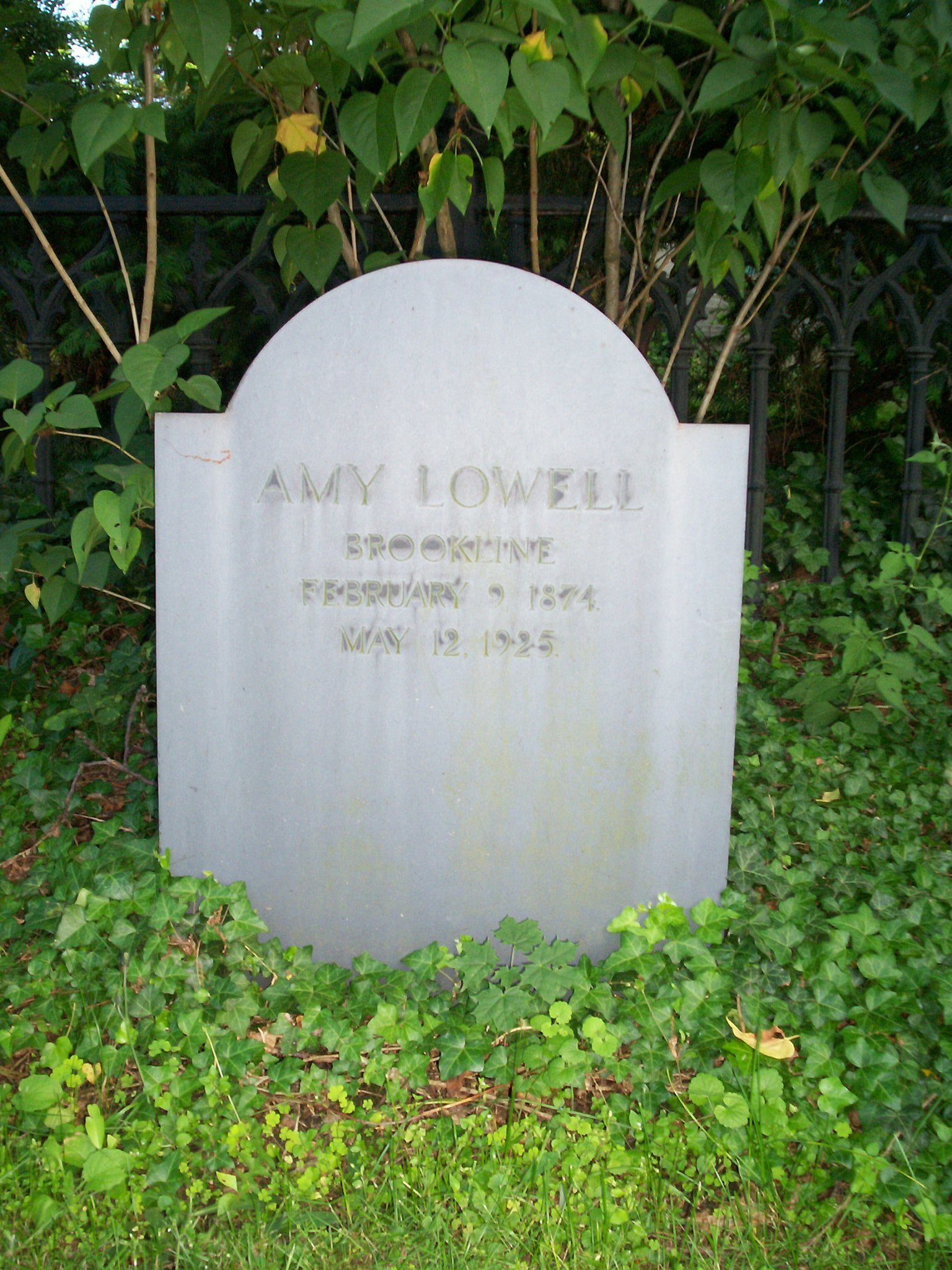

اِیمی لارنس لوول (انگلیسی: Amy Lawrence Lowell؛ زاده ۹ فوریهٔ ۱۸۷۴ – درگذشته ۱۲ مهٔ ۱۹۲۵) یک شاعر اهل ایالات متحده آمریکا بود.

## زندگی‌نامه
به سال ۱۸۷۴ در شهر بوستون متولد شد و به سال ۱۹۲۵ درگذشت. در سال ۱۹۲۶ پس از مرگش جایزه پولیتزر برای شعر به وی اعطا شد.

## کتابشناسی
- گنبدی از شیشه‌های رنگارنگ (۱۹۱۲)
- تیغه‌های شمشیر و تخم خشخاش (۱۹۱۴)
- مردان، زنان و اشباح (۱۹۱۶)
- تصاویری از دنیای مواج (۱۹۱۹)
- افسانه‌ها (۱۹۲۱)
- باد شرق (۱۹۲۶)
- شش شاعر فرانسوی
- تمایلات شعر جدید آمریکایی
- الواح گل کاج